# Marc Fischbach
Marc Fischbach, né le 22 février 1946 à Luxembourg, est un homme politique luxembourgeois.